# Famous Last Words (Tears for Fears)
Famous Last Words è un singolo del gruppo musicale britannico Tears for Fears, pubblicato come quarto e ultimo estratto dal terzo album in studio The Seeds of Love.
Il rilascio del brano come singolo fu attuato dalla casa discografica, senza il coinvolgimento della band.

## Tracce
7" single
1. Famous Last Words
2. Mothers Talk (U.S. Remix)

12" single
1. Famous Last Words
2. Mothers Talk (U.S. Remix)
3. Listen